# ريتشارد موريس (سياسي بريطاني)
ريتشارد موريس (بالإنجليزية: Richard Morris)‏ هو سياسي بريطاني (وحمل سابقاً جنسية المملكة المتحدة لبريطانيا العظمى وأيرلندا)، ولد في 1869، وتوفي في 26 سبتمبر 1956. حزبياً، نشط في الحزب الليبرالي. في الانتخابات العمومية البريطانية 1918 ‏، انتخب عضو برلمان المملكة المتحدة الـ31 عن دائرة Battersea North (UK Parliament constituency) ‏ (14 ديسمبر 1918 – 26 أكتوبر 1922).